# Roberto Berliner
Roberto Berliner (Rio de Janeiro, 1957) é um cineasta, diretor de videoclipes, ator, diretor de teatro e jornalista brasileiro. É considerado um dos mais importantes documentaristas do Brasil.

## Carreira
É formado em jornalismo pela Escola de Comunicação da Universidade Federal do Rio de Janeiro (UFRJ). De 1980 até 1983, trabalhou no centro de documentação da TV Globo. Em 1982 abriu a produtora Antevê, e no ano seguinte atuou como editor do curta-metragem Ovídio, de Joaquim Pedro de Andrade. Posteriormente regressou a Globo, onde dirigiu o programa semanal Juba e Lula.
Foi diretor de múltiplos videoclipes premiados, dentre eles, de artistas como Paralamas do Sucesso, Skank, Lenine, Lobão, Pedro Luís e a Parede, Lulu Santos, Ney Matogrosso, Gabriel O Pensador e outros. Em 1992, assumiu a direção da TVZero, uma produtora de longas, curtas, videoclipes e filmes publicitários, onde trabalha até os dias atuais.
Em 1997, realizou o projeto Som da Rua, uma série de cinquenta curta-metragens documentários sobre músicos de rua. Durante esse projeto, conheceu o trio As Ceguinhas de Campina Grande, com o qual realizou o curta-metragem A Pessoa é Para o que Nasce, sendo premiado no Brasil e internacionalmente. Anos depois, fez um documentário em longa-metragem com o mesmo título.
Em 2015, estreou o longa-metragem de ficção Nise: O Coração da Loucura, estrelado por Glória Pires, sendo premiado no Festival do Rio e também conquistando o Grande Prêmio do Júri no Festival de Tóquio.

## Filmografia
| Ano  | Título                                              | Formato                     |
| ---- | --------------------------------------------------- | --------------------------- |
| 1988 | V o Vídeo                                           | média-metragem              |
| 1991 | Angola                                              | média-metragem              |
| 1995 | Discovery                                           | longa-metragem documentário |
| 1996 | Free Jazz                                           | série                       |
| 1997 | Som da Rua                                          | série de curta-metragens    |
| 1997 | A Pessoa É Para o Que Nasce                         | curta-metragem              |
| 1997 | Fernanda Abreu: Kátia Flávia, a Godiva do Irajá     | curta-metragem              |
| 2001 | Afinação da Interioridade                           | curta-metragem              |
| 2003 | A Pessoa É Para o Que Nasce                         | longa-metragem documentário |
| 2008 | Pindorama: A verdadeira história dos Sete Anões     | longa-metragem documentário |
| 2009 | Herbert de Perto                                    | longa-metragem documentário |
| 2013 | Intrépida Trupe - Será que o tempo realmente passa? | longa-metragem documentário |
| 2014 | Julio Sumiu                                         | longa-metragem de ficção    |
| 2014 | A Farra do Circo                                    | longa-metragem documentário |
| 2015 | Nise: O Coração da Loucura                          | longa-metragem de ficção    |
| 2019 | Viva Alfredinho!                                    | curta-metragem              |
| 2020 | Os Quatro Paralamas                                 | longa-metragem documentário |